# UFC on Fuel TV: Gustafsson vs. Silva
UFC on Fuel TV: Gustafsson vs. Silva (também chamado de UFC on Fuel TV 2) foi um evento de artes marciais mistas organizado pelo Ultimate Fighting Championship, ocorrido em 14 de abril de 2012 no Ericsson Globe Arena em Estocolmo, Suécia.

## Antecedentes
O evento foi o primeiro a ser organizado na Suécia.
Rumores sobre uma revanche entre Ross Pearson e Dennis Siver foram descreditados pela imprensa do ramo.
O evento teve seus ingresso esgotados em três horas, sendo a venda mais rápida de um evento do UFC na europa.
Antônio Rogério Nogueira era esperado para lutar com  Alexander Gustafsson nesse evento, mas desistiu devido a uma lesão, sendo trocado por Thiago Silva].
Jorgen Kruth era esperado para lutar com Cyrille Diabate mas machucou-se e foi trocado por Tom DeBlass.